# 拖雷家族內戰
拖雷家族內戰，又稱蒙古帝國帝位繼承戰爭，是從1260年到1264年忽必烈和幼弟阿里不哥間的戰爭。
在1259年蒙哥去世時未指定繼承人，導致拖雷家族成員之間的內鬥，因為大汗的頭銜升級為內戰。由於拖雷家族內戰及後來引發的其他家族戰爭（如别儿哥-旭烈兀戰爭和海都-忽必烈戰爭）削弱了大汗對全蒙古帝國的權威，並將帝國分裂為自治的汗國。

## 背景
蒙哥在1250至1251年間的庫里爾台成功登基為可汗，窩闊台家族的失烈門等人對於未能當選感到痛苦，並策劃了對蒙哥的暗殺事件。蒙哥通過清除皇室內的對手以及窩闊台和察合台家族的成員來報復。
1252年蒙哥將高加索地區的控制權移交給金帳汗國，1255年蒙哥批准讓别儿哥繼承其兄弟拔都成為金帳汗國的可汗。其後旭烈兀的伊兒汗國從金帳汗國手上奪取了高加索的控制權，加上他在1258年進攻巴格達，引起作為穆斯林的別兒哥汗不滿。

## 內戰
蒙哥在尚未任命繼任者的情況下於1259年去世，然而他很可能支持阿里不哥，因為他在1258年指定阿里不哥為哈拉和林（當時的帝國首都）的指揮官，但他沒有做太多其他事情以確保阿里不哥對汗位的正統性。
忽必烈汗於1260年開始進攻南宋，當時他收到有關阿里不哥正在挑戰他繼承權的消息。阿里不哥與蒙古貴族的強大成員結成聯盟，以支持他為大汗的候選人。蒙哥的大多數親屬支持阿里不哥，包括窩闊台、察合台和朮赤家族的成員。忽必烈和南宋講和，並動員他的部隊與阿里不哥作戰。1260年5月，忽必烈在開平召集了一個庫里爾台，在那裡他被選為大汗，這是第一個在蒙古地帶或中亞之外宣布大汗的庫里爾台。1260年6月，阿里不哥在哈拉和林召集了自己的庫里爾台，也宣布他為大汗，從此蒙古帝國產生了兩個大汗。當時旭烈兀本要前往蒙古，但因與埃及馬木留克王朝的戰事要留在中東。
阿里不哥與金帳汗國的别儿哥和察合台汗國的阿鲁忽結盟，別兒哥支持阿里不哥，因為他對與忽必烈關係密切的旭烈兀感到不滿。
忽必烈可以從中國肥沃的土地獲得供應，而阿里不哥則不得不在半乾旱大草原上向哈拉和林進口資源。忽必烈依賴中國的這些物資，因此需要汉人支持才能贏得內戰。忽必烈在他的汉族顧問的幫助下，自稱皇帝，這個頭銜能夠輕易地將汉人，朝鮮人和蒙古人聯合起來。同時他宣稱阿里不哥是一個破壞性的篡奪者。忽必烈承諾減稅，並設立了與中國歷代朝代相似的政府機構，年號中統，即“溫和統治”。
由於忽必烈控制了通往哈拉和林四條可能補給線中的三條，對阿里不哥開放的唯一供應線是西北部的葉尼塞河流域。當忽必烈的軍隊於1260年末向哈拉和林前進時，阿里不哥從哈拉和林撤退到葉尼塞的支流。冬天迫使雙方停止行動，等待春天。
1261年忽必烈和阿里不哥在司馬台進行戰鬥，阿里不哥敗退。十天後他回到該地區，在蒙古東部的興安嶺附近挑戰忽必烈的軍隊。但阿里不哥襲擊的軍隊並非由忽必烈親自領導，只佔了忽必烈軍隊的一小部分。即便如此，戰鬥也陷入了僵局。與此同時，蒙古的大部分地區都在忽必烈的控制之下，威脅到阿里不哥對葉尼塞河谷供應線的控制。弱勢的阿里不哥向阿魯忽尋求幫助。阿魯忽拒絕了，並處決了阿里不哥派遣的特使。
阿里不哥現在只剩下幾個盟友，他的幾個支持者離開了他的身邊。蒙哥的兒子兀魯塔什叛逃，他把從阿里不哥手中接過其父親的印章作為忠誠的象徵給予忽必烈。阿里不哥在缺乏資源和盟友的情況下於1264年由新疆北部獨自前往上都向忽必烈投降，結束了內戰。

## 事後
忽必烈囚禁了阿里不哥，但沒有立即懲罰他。忽必烈的支持者希望報復，因此忽必烈將關押一年作為懲罰。他進行了清洗工作，以消除蒙古政府中同情阿里不哥的官員。忽必烈指控一名曾在蒙哥手下服役的重要蒙古官員孛鲁欢與阿里不哥合謀背叛，所以處決了孛鲁欢和阿里不哥的其他支持者。忽必烈召集了一個庫里爾台來決定對阿里不哥的懲罰並鞏固他自己對汗位的要求。如果沒有蒙古貴族們的公開支持，忽必烈不願懲罰他的兄弟。阿里不哥在仍然被監禁的情況下於1266年神秘地死去，所以人們猜測忽必烈暗中毒害了他。
位處西方的大多數汗國都不承認忽必烈是大汗，儘管當中的一些人仍然要求忽必烈確認其新可汗的登基，但在忽必烈掌握之外主要的四大汗國實際上已經成為各自獨立的國家，其中主力重心在波斯的伊兒汗國和位於中國的元朝仍有著密切的外交關係，然而四大汗國之間的軍事合作從此結束，以致統一的蒙古帝國走向解體。